# Nebulizzatore a ultrasuoni
Il nebulizzatore a ultrasuoni (o nebulizzatore ultrasonico) è un apparecchio usato come sistema di introduzione del campione nella spettroscopia atomica.
La formazione dell'aerosol in questo nebulizzatore avviene trasportando la soluzione del campione sulla superficie di un cristallo piezoelettrico che vibra a frequenze tipicamente comprese tra 20 kHz e alcuni MHz; l'aerosol viene quindi trasportato dentro una camicia riscaldata e poi attraverso un condensatore per rimuovere il solvente ed essere quindi desolvatato.
Il diametro medio delle gocce di aerosol dipende dalla viscosità e dalla tensione superficiale della soluzione, oltre che dalla frequenza degli ultrasuoni; in generale l'aerosol formato risulta più fine ed omogeneo, e la nebulizzazione risulta quindi più efficiente. Questo comporta vantaggi in termini di limiti di rivelabilità, che sono circa 10 volte migliori rispetto ai comuni nebulizzatori pneumatici.
Gli svantaggi di questo tipo di nebulizzatore sono una bassa efficienza in caso di analisi di soluzioni viscose, un alto costo, alti tempi di lavaggio ed effetti memoria (ad esempio per il boro) e una minore precisione rispetto ai comuni nebulizzatori pneumatici.